# Entephria muscosaria
Entephria muscosaria là một loài bướm đêm trong họ Geometridae.